# Сембург (Теннессі)
Сембург (англ. Samburg) — місто (англ. town) в США, в окрузі Обіон штату Теннессі. Населення — 210 осіб (2020).

## Географія
Сембург розташований за координатами 36°22′54″ пн. ш. 89°21′9″ зх. д. / 36.38167° пн. ш. 89.35250° зх. д. (36.381703, -89.352448).  За даними Бюро перепису населення США в 2010 році місто мало площу 2,13 км², з яких 1,56 км² — суходіл та 0,57 км² — водойми.

## Демографія
Згідно з переписом 2010 року, у місті мешкало 217 осіб у 94 домогосподарствах у складі 59 родин. Густота населення становила 102 особи/км².  Було 139 помешкань (65/км²).
Расовий склад населення:
| - 98,6 % — білих - 0,9 % — чорних або афроамериканців - 0,5 % — корінних американців |

До двох чи більше рас належало 0,0 %. Частка іспаномовних становила 0,0 % від усіх жителів.
За віковим діапазоном населення розподілялося таким чином: 19,4 % — особи молодші 18 років, 60,3 % — особи у віці 18—64 років, 20,3 % — особи у віці 65 років та старші. Медіана віку мешканця становила 48,6 року. На 100 осіб жіночої статі у місті припадало 104,7 чоловіків;  на 100 жінок у віці від 18 років та старших — 121,5 чоловіків також старших 18 років.
Середній дохід на одне домашнє господарство  становив 27 688 доларів США (медіана — 17 276), а середній дохід на одну сім'ю — 36 974 долари (медіана — 32 083). За межею бідності перебувало 19,4 % осіб, у тому числі 33,3 % дітей у віці до 18 років та 5,7 % осіб у віці 65 років та старших.
Цивільне працевлаштоване населення становило 37 осіб. Основні галузі зайнятості: мистецтво, розваги та відпочинок — 29,7 %, освіта, охорона здоров'я та соціальна допомога — 24,3 %, публічна адміністрація — 13,5 %, виробництво — 13,5 %.